# UC100W
『UC100W』（UCひゃくワット）は、日本のロックバンド、UNICORNの15作目のオリジナルアルバム。2019年10月2日発売。発売元はキューンミュージック。

## 解説
約半年ぶりのアルバム。前作「UC100V」を作り終えた時にバンドとしての余力があったことと、2019年のライブツアーに中断期間があったことからアルバムをもう1枚制作する流れとなった。初回生産限定盤(CD+DVD)、通常盤(CD)、完全生産限定アナログ盤が存在する。全収録曲のタイトルに"アルファベット"を必ず用いることを条件に制作された。従って、先行シングル曲の「でんでん」の表記が「DENDEN」に変更されている。

## 収録曲

### CD盤
| 全編曲: UNICORN。 |                            |                      |                      |                      |       |
| #                 | タイトル                   | 作詞                 | 作曲                 | ボーカル             | 時間  |
| 1.                | 「M&W」                    | ABEDON               | ABEDON               | ABEDON               | 4:50  |
| 2.                | 「チラーRhythm」           | 奥田民生             | 奥田民生             | 奥田民生             | 4:26  |
| 3.                | 「That's Life」            | 手島いさむ           | 手島いさむ           | 手島いさむ           | 4:05  |
| 4.                | 「TYT」                    | EBI                  | EBI                  | EBI                  | 5:25  |
| 5.                | 「4EAE」                   | 川西幸一             | ABEDON               | ABEDON               | 4:39  |
| 6.                | 「BLUES」                  | 川西幸一             | 奥田民生             | 川西幸一             | 3:25  |
| 7.                | 「GoodTimeバレンタイン」   | ABEDON               | 川西幸一             | 川西幸一             | 2:46  |
| 8.                | 「7th Ave.」               | 奥田民生、手島いさむ | 奥田民生、手島いさむ | 奥田民生、手島いさむ | 2:45  |
| 9.                | 「Lake Placid Blue」       | EBI                  | EBI                  | EBI                  | 3:19  |
| 10.               | 「D-D-D-, Z-Z-Z-」         | ABEDON               | ABEDON               | ABEDON               | 5:10  |
| 11.               | 「DENDEN (Album Version)」 | 川西幸一、奥田民生   | 奥田民生             | 奥田民生             | 4:42  |
| 合計時間:         | 合計時間:                  | 合計時間:            | 合計時間:            | 合計時間:            | 45:32 |

## 曲解説
1. M&W
1番はモジュラーシンセサイザーのノイズにエフェクトのかかったボーカルが被さっているサウンドだが、サビ終わりからバンドサウンドに一変する。前半と後半でサウンドが一変することから文字の上下が逆となる"M&W"というタイトルになっている。
2. チラーRhythm
9月9日、先行配信リリース。
1970年代のディスコミュージックを強く意識した楽曲となっており、作者の奥田からABEDONにシンセサイザーの音色などに関してリクエストがあった。ライブでの定番曲となっている。
3. That's Life
作者の手島は「この年齢になって、"That's Life"(それが人生)ということが言えるようになったということ」と語っている。BPMが曲が進行するにつれて速まっていき、エンディングではEBIによる「早回しかいっ!」という台詞が収録されている。
4. TYT
タイトルは泣き顔の顔文字であるとともに、楽曲のテーマであるEBIの亡くなった従兄弟のイニシャルである。ABEDONはメロトロンをキング・クリムゾンのアルバム「クリムゾン・キングの宮殿」のジャケットをイメージしながら弾いたと語っている。
5. 4EAE
タイトルの読み方は"フォー・イー・エー・イー"。
9月9日、先行配信リリース。
ABEDONのデモを聴いた川西が"歌詞のイメージが一気に浮かんだ"ことで歌詞を書かせてほしいと自ら志願し作詞した。タイトルは「FOREVER AND EVER」の意味。川西はABEDONのボーカルの歌い回しにもディレクションしている。
6. BLUES
仮タイトルは「川西のブルース」であり、歌詞は当時還暦を迎える川西の心境が綴られた内容となっている。レコーディングで手島はギターを弾いていないが、ライブではサイドギターを担当している。
1991年にリリースされた「ブルース」とは全く別の楽曲である。
7. GoodTimeバレンタイン
ABEDONが当初ドラム演奏を狙っていたが、"ドラムを叩きながら歌う曲が欲しい"という川西の意向により川西がドラムも担当した。
8. 7th Ave.
タイトルの読み方は"セブンスアベニュー"。
朝日放送テレビ「相席食堂」テーマソング。
9. Lake Placid Blue
EBIの愛用するフェンダー・プレシジョン・ベースをテーマにした楽曲。
10. D-D-D-, Z-Z-Z-
タイトルの読み方は"ディーディーディー、ズィーズィーズィー"。
変拍子が盛り込まれた楽曲で、演奏中にメンバーがコードが分からなくなることから、ABEDONがコードを"D、D、D、"などと指示しながら作業が進行したことが歌詞の由来となっている。
11. DENDEN (Album Version)
映画「引っ越し大名!」主題歌。当初は前作の「UC100V」に収録予定であった。